# 大藤真紀
大藤 真紀（おおふじ まき、現姓：城島、1977年10月5日 - ）は、かつて九州地方のCMを中心に活躍していた日本のタレントである。夫は元プロ野球選手の城島健司。福岡県飯塚市出身。愛称は大藤ちゃん。

## 来歴・人物
高校3年の頃から地元のモデル事務所である「ASO」に所属。以後九州のテレビCMに数多く出演し、当時同じく九州で活躍していた田中麗奈や後藤理沙らと共に「九州のCM女王」の異名を与えられた。1998年からは博多華丸・大吉がMCを務めたテレビ西日本『Hi-Ho!』のアシスタントを1年間務めた。
「Hi-Ho!」卒業後は東京に拠点を移し、2000年末に城島と結婚するまで、全国版のCMや写真集・ビデオ・DVDを出すなど活動の幅を広げた。2000年11月27日に、当時福岡ダイエーホークスに所属していた城島健司（当時24歳）と結婚。
城島とは1997年のオフにTVQのスポーツ情報番組『タカハチ組（現在はVIVA!SPORTAS）』で、互いにゲストとして共演。その後はオープンな交際を続けて（デート中の写真を写真週刊誌に掲載されたこともある）、ホークスの2年連続優勝を期に結婚した。
結婚後は芸能界を完全引退し、夫のサポートに専念。2001年に長男、2003年に長女、2006年に次男を出産。城島も時あるごとに「妻と子供たちの支えがあってこそ活躍出来る」と語り、その夫婦仲の良さは有名である。

## 出演していたテレビ番組
- Hi-Ho!（1998年4月 - 1999年3月、テレビ西日本）

## 出演していたCM
いずれも結婚前に撮影・放送されたものである。
- ソラリアプラザ（ソラリアウエディング）
- リョーユーパン「ホテル食パン」「超美撰（ちょうめいせん）」
- 九州日産
- 北九州市「マナーアップ北九州」その他多数
- JR九州「ナイスゴーイングカード」
- サッポロビール「北海道生ビール」
- 浅田飴「シュガーカット」「エリスリム」
- NTTドコモ「デジタルムーバ」
- 雪印アイスクリーム「リーベンデール」

## リリースした写真集・ビデオ・DVD
- 「anje」（写真集、2000年3月）
- 「breeze」（ビデオ・DVD、2000年10月）